# Hawk Cove (Teksas)
Hawk Cove je grad u američkoj saveznoj državi Teksas. Prema popisu stanovništva iz 2010. u njemu je živjelo 483 stanovnika.